# 콘웨이 트위티

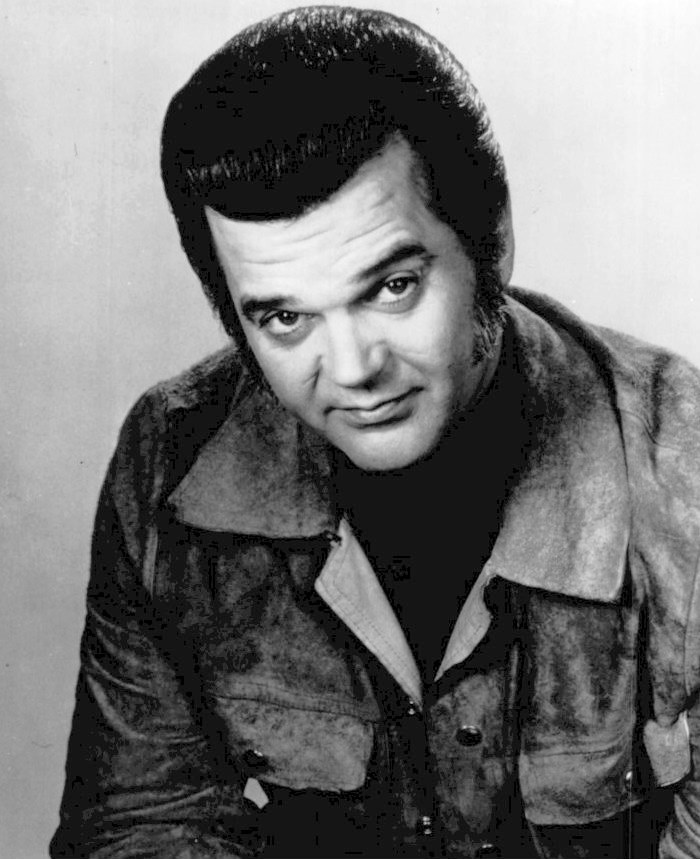
콘웨이 트위티

콘웨이 트위티(Conway Twitty, 1933년 ~ 1993년)는 미국의 가수이다. 아칸소주의 메리애나에서 태어났다. 어릴 때부터 기타를 치며 능숙하게 노래를 불러 갈채를 받았다. 1954년에 MGM에 전속이 되어 자작한 《변죽울림》이 큰 인기를 얻었다. 이어 《론리 블루 보이》, 《대니 보이》 등으로 인기를 굳혔다.